# Antoniuskapelle (Westenholz)

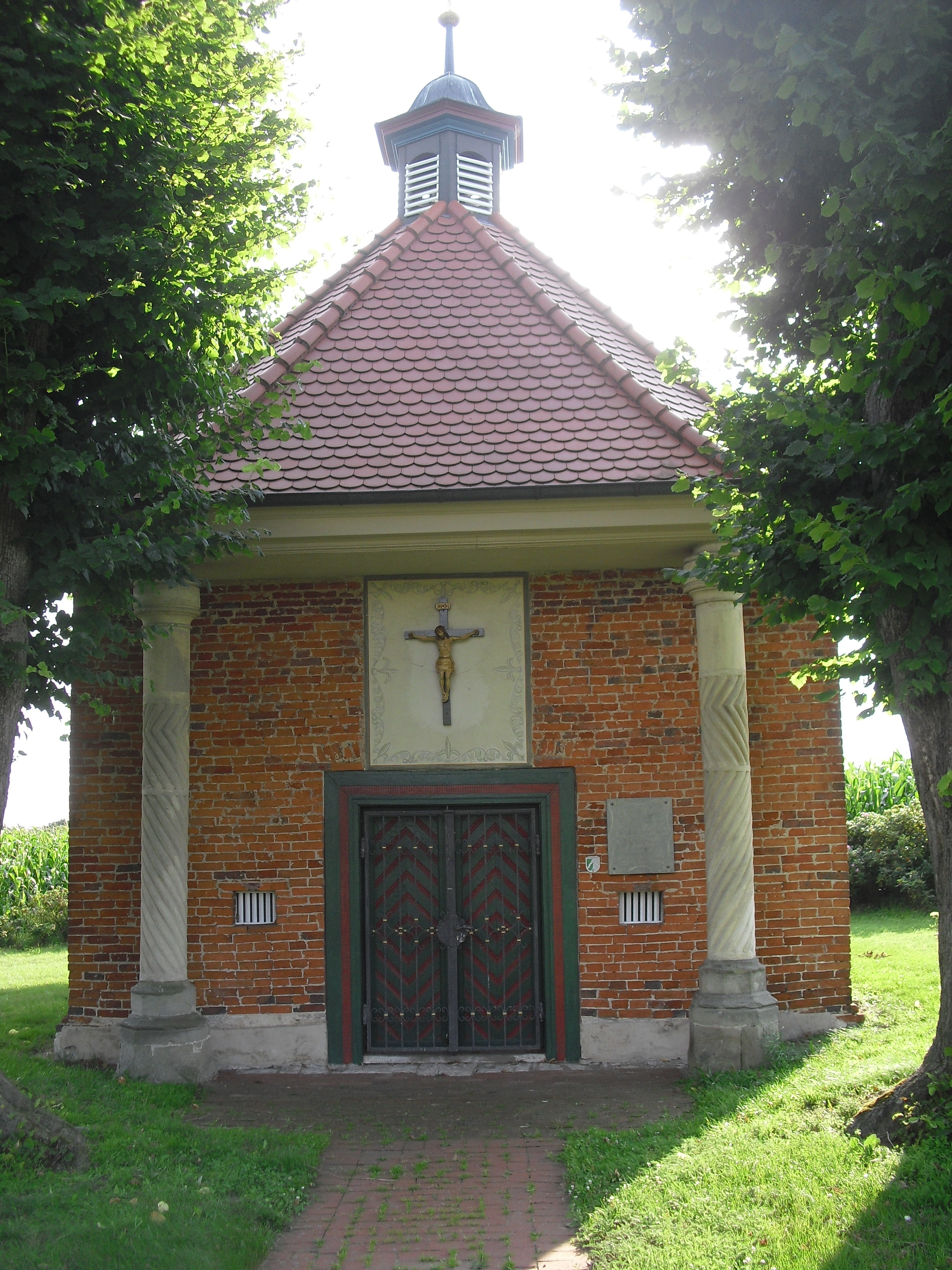
Antoniuskapelle in Westenholz

Die römisch-katholische, denkmalgeschützte Antoniuskapelle steht in Westenholz, einem Stadtteil von Delbrück im Kreis Paderborn von Nordrhein-Westfalen. Die Kapelle gehört zum Erzbistum Paderborn.

## Beschreibung
Die Kapelle ist von der Anlage her eine Saalkirche mit einem dreiseitig geschlossenen Chor und wurde 1823 anstelle eines 1721 errichteten Heiligenhäuschens gebaut. Aus dem Zeltdach des Kirchenschiffs erhebt sich ein sechseckiger, mit einer Glockenhaube bedeckter Dachreiter, in dem eine Glocke hängt. Das Portal im Osten wird von zwei steinernen Säulen flaniert, die zum ehemaligen Kloster Liesborn gehörten. Von dort stammen auch der Altar, zwei Statuen von Heiligen und die 1666 gegossene Glocke.